# Explosionsgefahr

GHS-Piktogramm für instabile explosive Stoffe, Gemische und Erzeugnisse mit Explosivstoff(en)

Entsprechendes Warnzeichen für Explosionsgefährliche Stoffe nach ISO 7010

Die Explosionsgefahr beschreibt in den Bereichen der Technik, der Physik und der Chemie die Möglichkeit der Entstehung einer Explosion. Diese liegt unter der Bedingung vor, dass gleichzeitig sowohl eine explosionsfähige Atmosphäre als auch eine potentielle Zündquelle vorhanden sind. Das Risiko muss in einer Gefährdungsbeurteilung abgeschätzt werden, in der alle Parameter, wie zum Beispiel die Zusammensetzung der explosionsfähigen Atmosphäre und die genaue Beschaffenheit der Zündquelle, beurteilt werden. Die Explosion tritt auch als ungewollter Effekt einer geplanten Stoffumsetzung (chemische Reaktion) auf. Die hierbei zu erwartende Druckwelle bestimmt dabei den Gefahrenbereich, der zum Beispiel bei technischen Anlagen durch ein gelb-schwarzes Warnschild gekennzeichnet ist. Die Maßnahmen des Explosionsschutzes sollen Explosionen verhindern oder zumindest ihre Folgen auf ein Maß reduzieren, das keine Schäden auftreten lässt.